# Frank Watson Dyson
Sir Frank Watson Dyson [frénk vátson dájson], KBE, FRS, angleški astronom, * 8. januar 1868, Measham pri Ashby-de-la-Zouchu, Leicestershire, Anglija, † 25. maj 1939, na morju.

## Življenje in delo
Dyson je študiral matematiko in astronomijo na Univerzi v Cambridgeu in leta 1889 diplomiral na Kolidžu Trinity (Trinity College).
Dyson je leta 1894 postal glavni prvi pomočnik kraljevega astronoma na Kraljevem observatoriju Greenwich, pred tem pa se je ukvarjal s problemi teorije gravitacije. Nekaj časa je bil od leta 1905 do 1910 v Edinburghu kraljevi astronom Škotske, leta 1910 pa so ga izvolili za 9. kraljevega astronoma. Do svoje upokojitve leta 1933 je bil predstojnik observatorija.
V letu 1913 je prvič omenil potrebo po astronomski dolžinski enoti parsek, kar so kasneje na Turnerjev predlog tudi sprejeli.
Dyson se je ukvarjal z nebesno mehaniko. Leta 1919 je skupaj z Eddingtonom zasnoval dve odpravi v Sobral, na severu Brazilije in na otok Principe na zahodni obali Afrike, ki sta potrdili odlon svetlobnega curka z zvezde ob popolnem mrku Sonca in s tem Einsteinovo splošno teorijo relativnosti. 8. novembra 1919 je na zasedanju Kraljeve družbe v Londonu poročal o poteku in rezultatih odprav. Svoja opazovanja o spektru korone in kromosfere med popolnimi mrki Sonca je podal v delu Determination of Wave Length from Spectra obtained at the total solar eclipses of 1900, 1901 and 1905.
Od leta 1884 je observatorij nadzoroval greenwiški srednji čas (GMT). Zaradi še večje natančnosti časovne službe je Dyson leta 1928 za observatorij naročil novo zelo natančno uro na nihalo in vpeljal brezžični prenos greenwiškega časa. Leta 1924 je BBC na njegovo pobudo začel oddajati šestkratni časovni zvočni signal.
Leta 1901 je postal član Kraljeve družbe, leta 1915 pa so ga povzdignili v viteški red.
Dyson je bil med ustanovitelji Mednarodne astronomske zveze (IAU), od leta 1919 je bil njen podpredsednik.
Napisal je tudi priročnik o astronomiji Astronomy, a Handy Manual for Students and Others (1912).
Umrl je na morju med potovanjem iz Avstralije v Anglijo. Med letoma 1894 in 1906 je Dyson živel v hiši na naslovu 6 Vanbrugh Hill, Blackheath, London, SE3. Na hiši je danes spominska modra plošča.

## Priznanja

### Nagrade
Leta 1921 mu je Kraljeva družba za njegove raziskave porazdelitve in gibanja zvezd podelila svojo kraljevo medaljo, leta 1922 je prejel medaljo Bruceove, Kraljeva astronomska družba (RAS) pa mu je leta 1925 podelila zlato medaljo.

### Poimenovanja
Po njem se imenuje udarni krater Dyson na Luni in asteroid glavnega asteroidnega pasu 1241 Dysona.